# Club Hebraica
El Club Hebraica de Lima és un club peruà fundat en 1956. És una associació civil sense finalitats de lucre que té com a objectiu fonamental la unió i integració dels jueus en el Perú promovent i conservant les seves tradicions, especialment entre les generacions més joves. Amb aquest motiu realitzen múltiples activitats, entre les quals destaca l'esport en general. La seva seu social se situa en el districte d'Ate.